# 黨參
黨參（学名：[Codonopsis pilosula] 错误：{{Lang}}：文本有斜体标记（帮助））為中國常用的傳統補益藥，古代以山西上党地区出产的党参为上品。

## 形态

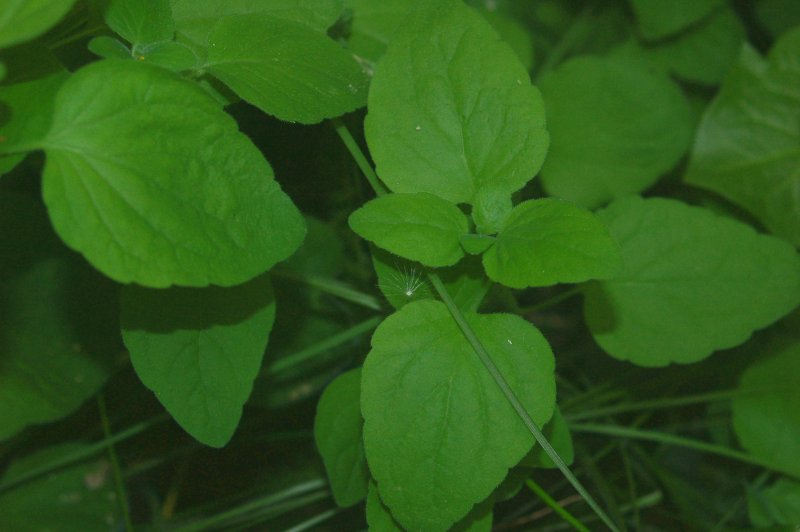
黨參葉

多年生缠绕性柔弱草本；圆柱形根；卵形或广卵形叶子对生或互生；夏秋开淡黄绿色带紫色斑点的钟状花，一般具有半下位的子房。

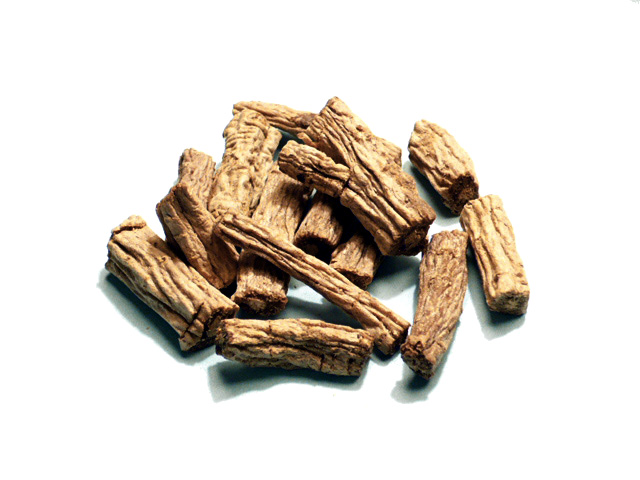
干燥的黨參根

## 种类
黨參屬植物全世界約有40種，中國約有39種，藥用有21種、4變種。《中華人民共和國藥典》2005版規定黨參為桔梗科植物黨參、素花黨參（Codonopsis pilosula var. modesta）或川黨參的乾燥根，不同产地间药性差异较大，山西为其道地产区。
变种：
- 闪毛党参（Codonopsis pilosula var. handeliana）
- 缠绕党参（Codonopsis pilosula var. volubilis）

## 醫用
黨參是一味中藥，其性甘，平，归脾、肺经，具有补中益气，健脾益肺的作用，忌與藜芦同用。

## 延伸阅读
[在维基数据编辑]
 《植物名實圖考·黨參》，出自吳其濬《植物名實圖考》

## 外部連結
- 黨參 Dangshen （页面存档备份，存于） 藥用植物圖像數據庫 (香港浸會大學中醫藥學院) （中文）（英文）
- 黨參 中藥材圖像數據庫  (香港浸會大學中醫藥學院) （中文）（英文）
- 黨參 Dang Shen （页面存档备份，存于） 中藥標本數據庫 (香港浸會大學中醫藥學院) （繁體中文）（英文）